# Граверт, Юлиус
Юлиус Август Рейнгольд фон Граверт (нем. Julius August Reinhold von Grawert, 1746—1821) — генерал от инфантерии, генерал-губернатор Силезии, командир прусского вспомогательного корпуса в армии Наполеона в 1812 году.

## Биография
Юлиус Август Рейнгольд фон Граверт родился 28 декабря 1746 года в Кёнигсберге (Восточная Пруссия), и вступил на военное поприще 12-ти лет во время Семилетней войны, накануне Кунерсдорфского сражения. После Губертсбургского мира находился в Бреславле в пехотном полку Тауэнцина и был произведён в поручики.
При начале Войны за баварское наследство, в 1778 году, он был адъютантом наследного принца Брауншвейгского Фердинанда.
Когда по смерти Фридриха II было предположено преобразование армии, тогда майор Граверт призван в Берлин и там несколько месяцев трудился по устройству военной коллегии, но в 1788 году он был перемещён в Хальберштадт командиром 21-го пехотного полка герцога Брауншвейгского и вскоре произведён в подполковники.
В 1790 году он поступил генерал-квартирмейстером в Главный штаб, и в этой должности отправлял разные поручения.
Поход против Французской республики призвал Граверта на действительное военное поприще. Когда генерал-квартирмейстер Пфау получил другое назначение, Граверт занял этот важный пост и 28 января 1793 года был произведён в полковники. Оба прусских полководца, герцог Брауншвейгский и фельдмаршал Мёллендорф, были им совершенно довольны; он прославился во всех сражениях и делах походов Первой коалиции, доказав свои дарования, как практический воин и как военный писатель.
После Базельского мира Граверт оставался ещё некоторое время при Главном штабе, a 7 июля 1798 года произведён в генерал-майоры.
В 1800 году ему был вверен надзор над шестью пехотными полками, расположенными в Верхней Силезии; в 1804 году он был сделан главным начальником в Глаце, а 29 мая 1805 года получил чин генерал-лейтенанта.
В походе 1806 года Граверт начальствовал над пехотной дивизией и принимал участие в сражении при Иене. После Тильзитского мира он был назначен генерал-губернатором Силезии.
На этом посту Граверт сумел снискать уважение французских генералов и самого Наполеона, который требовал его в начальники прусского корпуса, долженствовавшего в 1812 году с французской армией отправиться в Россию. Ho не долго Граверт командовал этим корпусом; уже в первом деле при Экау он упал с лошади и сломал ногу, отчего вынужден был передать начальство над прусскими войсками генерал-лейтенанту Йорку и отправиться в Силезию. В литературе распространена версия, что Граверт был настроен резко против французов и сломанная нога была лишь поводом, чтобы оставить армию.
Последние годы своей жизни Граверт провёл в своём поместье Ландек, в Кладском графстве, и скончался в чине генерала от инфантерии 18 сентября 1821 года.
Переписка Граверта с герцогом Брауншвейгским, заключающая в себе описание событий на протяжении около тридцати лет, является важнейшим источником по военной истории Пруссии конца XVIII — начала XIX веков.

## Награды
- Орден «Pour le Mérite» (27 мая 1789)[2]
- Орден Красного орла (1800)[3]
- Орден Чёрного орла (10 сентября 1810)[4]